# Elena Reygadas
Elena Reygadas (Ciudad de México, 1976) es una chef mexicana. En 2023 fue seleccionada como The World’s Best Female Chef 2023 según The World's 50 Best Restaurants.

## Biografía
Estudió Letras Inglesas en la Universidad Nacional Autónoma de México (UNAM), donde se graduó con una tesis sobre Las olas de Virginia Woolf.
En 2010, abrió Rosetta, en la colonia Roma. En un principio el restaurante fue conocido por sus pastas hechas en casa. En los últimos años, se ha inclinado hacia una cocina basada en el producto mexicano de temporada. Rosetta tiene una estrella Michelin, frecuenta la lista Latin America’s 50 Best Restaurants y actualmente ocupa el puesto 34 en The World's 50 Best Restaurants.  
Debido al éxito del pan que servían en el restaurante, en 2012 abrió la Panadería Rosetta en un local sobre la misma calle. La Panadería es famosa por su rol de guayaba, por tener panes típicos mexicanos como pan de muerto o rosca de reyes y también por sus panes hechos con masa madre y de cereales mexicanos como el amaranto o el maíz.
En septiembre de 2014 ganó el premio Veuve Clicquot de Latin America’s Best Female Chef.
En 2015, abrió Lardo, un restaurante más casual con buena atmósfera en la colonia Condesa.
En 2017 inauguró Café Nin, un café de barrio en la colonia Juárez en un espacio íntimo con varios salones y un patio interior.
En 2019 publicó su primer libro, Rosetta con las editoriales Sexto Piso y Bom Dia Books. El libro se distingue por tener recetas y además ensayos reflexivos escritos por ella misma sobre diversos temas como la ética de los ingredientes, el cuidado del medio ambiente, entre otros.
En 2022 se incorporó al Consejo Internacional del Basque Culinary Center, del que forman parte algunos de los chefs más influyentes del mundo para aportar una nueva mirada de la gastronomía mundial desde su experiencia y visión.
Este mismo año también lanzó la Beca Elena Reygadas la cual tiene como objetivo de impulsar la igualdad de oportunidades y fortalecer el liderazgo de las mujeres mexicanas en el mundo gastronómico. Esta beca está dirigida a las estudiantes de gastronomía en México. El comité de selección en esta edición estuvo conformado por Thalia Barrios, Mónica Patiño, Xrysw Ruelas y Daniela Soto-Innes.
En 2023 fue elegida como la mejor chef femenina por "50 Best". El mismo año Rosetta entró por primera vez a la lista de los 50 mejores restaurantes del mundo en el número 49. Recibió estos grandes reconocimientos en Valencia durante el mes de junio. A finales de este mismo año recibió la Orden del Mérito Agrícola por parte del gobierno francés por sus contribuciones a la agricultura.
En 2024 Rosetta recibió una estrella Michelin y fue reconocido como el restaurante número 34 en the World's 50 Best Restaurants. 
Sus proyectos más recientes son: 
Salón Rosetta, un pequeño bar en el segundo piso del restaurante Rosetta con cócteles y bebidas creadas con ingredientes mexicanos. 
Y Bella Aurora, una terraza una propuesta de comida clásica italiana, que sirve desayunos, almuerzos y cenas. También inició el proyecto editorial “Cuadernos sobre cultura alimentaria, salud y medio ambiente”/“Notebooks on Food Culture, Health and the Environment”, una serie de textos breves mediante los cuales se busca poner en circulación reflexiones relevantes sobre estos temas que son fundamentales para el mundo contemporáneo.
Se le conoce por su interés en cuestiones sociales, particularmente aquellas relacionadas al campo, la alimentación y el medioambiente. Se ha declarado en contra del maíz transgénico. Desde hace tiempo apoya activamente proyectos de recuperación de chinampas, un método de cultivo prehispánico, en la Ciudad de México.